# Carles Benavent
Carles Benavent (Barcelone, 1er mars 1954) est un bassiste de flamenco et de jazz. Il joue également de la mandoline.

## Biographie

### Carrière musicale
Il a débuté avec le groupe catalan Musica Urbana aux côtés de Joan Albert Amargos. Puis il a notamment longtemps collaboré avec Paco de Lucía (il fut d'ailleurs membre permanent du Paco de Lucía Sextet); il a joué aussi avec Camarón de la Isla, Chick Corea et Miles Davis, et il n'est pas rare de le voir jouer avec le flûtiste et saxophoniste Jorge Pardo (qui fut aussi membre du Paco de Lucía Sextet).

### Influences
Il a été le premier - ou du moins l'un des premiers - à introduire la basse électrique dans le flamenco nuevo. Il a aussi contribué (avec d'autres bassistes de jazz-rock entre autres comme Jaco Pastorius ou Stanley Clarke) à donner à la basse un rôle plénier d'instrument soliste, non plus cantonnée à un rôle d'accompagnement rythmique et de contrechant. Ainsi ses solos virtuoses en réponse à ceux de Paco de Lucía sont restés fameux.
Il a influencé de nombreux autres bassistes, notamment Jeroen Paul Thesseling.

### Équipement
Le luthier Jerzy Drozd a conçu et fabriqué une basse semi-acoustique pour Benavent. Ce modèle s'appelle "Barcelona".

## Discographie sélective

### Soliste
- Colors (1989)
- Aguita que corre (1994)
- Fenix (1996)
- El concierto de Sevilla (2000)
- Recopilatorio (2002)
- Aigua (2003)
- Sumando (2006)

### Participations
Avec Paco de Lucía :
- Solo quiero caminar (1981)
- In a summer night (live) (1984)
- Zyryab (1990)
- Live in America (1993)
- Luzia (1998)

Avec Camarón de la Isla :
- Calle real (1983)
- Vivire (1984)
- Soy gitano (1989)
- Potro de rabia y miel (1992)

Avec Chick Corea :
- Touchstone (1982)
- Again and again (the Joburg sessions) (1983)
- Rhumba flamenco (2004)
- The ultimate adventure (2006)

Avec Jorge Pardo :
- El canto de los Guerreros (Linterna, 1984)
- Las cigarras son quizá sordas (Nuevos Medios, 1994)
- 2332 (Nuevos Medios, 1997)
- Mira (Nuevos Medios, 2001)

Avec Miles Davis :
- Live at Montreux (1991)